# Jak Ali Harvey
Jak Ali Harvey (Jamaica, 4 de mayo de 1989) es un atleta turco, especialista en la prueba de 100 m en la que llegó a ser subcampeón europeo en 2016.

## Carrera deportiva
En el Campeonato Europeo de Atletismo de 2016 ganó la medalla de plata en los 100 metros, con un tiempo de 10.07 segundos, llegando a meta tras el neerlandés Churandy Martina (oro también con 10.07 s) y por delante del francés Jimmy Vicaut (bronce con 10.08 segundos).